# کنت مک‌آلپین
کِنِت مک‌آلپین (گیلی اسکاتلندی: Coinneach mac Ailpein ,ایرلندی میانه: Cináed mac Ailpin ,انگلیسی: Kenneth MacAlpin؛ ۸۱۰–۱۳ فوریه ۸۵۸) که در اکثر منابع مرجع جدید به نام کِنِت اول (Kenneth I) شناخته می‌شود، پادشاه پیکت‌ها بود و طبق اسطوره ملی، اولین پادشاه اسکاتلند است. از او بعداً و پس از مرگ با نام مستعار «فاتح» (An Ferbasach) یاد می‌شد. او سرسلسله پادشاهانی شد که گاهی به نام «فرزندان کِنِت» (Clann Chináeda) از آن‌ها یاد می‌شود و از سده نهم تا اوایل سده یازدهم میلادی بر اسکاتلند حکم راندند.